# アメリカ椿大神社
アメリカ椿大神社（アメリカつばきおおかみやしろ、Tsubaki Grand Shrine of America）は、アメリカ合衆国ワシントン州にあった神社である。
日本の椿大神社（つばきおおかみやしろ）の分社であり、日本の椿大神社と同じく猿田彦大神を主祭神とした。

## 概要
1987年（昭和63年）、戦後北米初の神社として、カリフォルニア州ストックトンにアメリカ椿神社（アメリカつばきじんじゃ）として創建された。
2001年（平成13年）より、ワシントン州シアトル近郊のグラナイトフォールズに移転した。グラニット・フォールズには元々、アメリカ人合気道家ローレンス・光一・バリッシュが1992年（平成4年）に建立し、宮司を務めていた神流神社（かんながらじんじゃ）があり、その社殿に遷座していた。神流神社の隣に正式な社殿を造営した。このローレンス・光一・バリッシュは日本の椿大神社の勧めで1995年（平成7年）に日本の正式な神職の資格を取得し、アメリカ椿大神社では禰宜を務めていた。
初詣や春秋の例大祭、七五三など神社としての通常の役割を果たすほか、日本文化発信のため、合気道大祭や神道セミナー、地元の祭りへの参加などをしていた。
2023年、バリッシュ禰宜が健康上の理由により退職するのに伴い、本社は廃社された。神体は椿大神社のカナダ分社であるビクトリア近郊の神明スピリチュアルセンター（神明神社）に遷座された。